# Gifflenga
Gifflenga – miejscowość i gmina we Włoszech, w regionie Piemont, w prowincji Biella.
Według danych na styczeń 2009 gminę zamieszkiwało 135 osób przy gęstości zaludnienia 58,7 os./1 km².